# 西川登村
西川登村（にしかわのぼりむら）は、佐賀県杵島郡にあった村。現在の武雄市の一部にあたる。

## 地理
六角川の流域に位置していた。

## 歴史
- 1889年（明治22年）4月1日、町村制の施行により、杵島郡小田志村、神六村が合併して村制施行し、西川登村が発足[1][2]。旧村名を継承した小田志、神六の2大字を編成[2]。
- 1954年（昭和29年）4月1日、杵島郡武雄町、朝日村、武内村、橘村、東川登村、若木村と合併し、市制施行し武雄市を新設して廃止された[1][2]。合併後、武雄市大字永野・袴野となる[2]。

### 地名の由来
明治末期まで有明海の満潮時に船が六角川をさかのぼったことにちなみ、東川登村に対する。

## 産業
- 農業、窯業[2]

## 教育
- 1901年（明治34年）明治尋常高等小学校が西川登尋常高等小学校に改称[2]。1941年（昭和16年）西川登村国民学校に改称[2]。1947年（昭和22年）西川登小学校に改称[2]。
- 1947年（昭和22年）西川登中学校開校[2]。